# Esternopigídeos
Sternopygidae é uma família de peixes da ordem Gymnotiformes.

## Classificação
Família Sternopygidae
- Gênero Archolaemus
  - Archolaemus blax
- Gênero Distocyclus
  - Distocyclus conirostris
  - Distocyclus goajira
- Gênero Eigenmannia
  - Eigenmannia humboldtii
  - Eigenmannia limbata
  - Eigenmannia macrops
  - Eigenmannia microstoma
  - Eigenmannia nigra
  - Eigenmannia trilineata
  - Eigenmannia vicentespelaea
  - Eigenmannia virescens
- Gênero Rhabdolichops
  - Rhabdolichops caviceps
  - Rhabdolichops eastwardi
  - Rhabdolichops electrogrammus
  - Rhabdolichops jegui
  - Rhabdolichops lundbergi
  - Rhabdolichops navalha
  - Rhabdolichops nigrimans
  - Rhabdolichops stewarti
  - Rhabdolichops troscheli
  - Rhabdolichops zareti
- Gênero Sternopygus
  - Sternopygus aequilabiatus
  - Sternopygus arenatus
  - Sternopygus astrabes
  - Sternopygus branco
  - Sternopygus castroi
  - Sternopygus macrurus
  - Sternopygus obtusirostris
  - Sternopygus pejeraton
  - Sternopygus xingu